# Аустралијска антарктичка територија
Аустралијска антарктичка територија (енгл. Australian Antarctic Territory) је међународно непризната територија на Антарктику. Аустралија сматра поменути простор својом „спољном територијом“. Нема сталних становника, осим око 1.000 истраживача у научним станицама.

## Географија
Територија коју Аустралија сматра својим поседом на Антарктику захвата 5.896.500 км и простире се од Земље Краљице Мод до Росовог ледника, са изузетком једног мањег дела који Француска сматра својим (Аделина земља). Тај простор обухвата копно и сва острва јужно од 60° јгш и између 45° и 160° игд. Аустралијска територија налази се у региону Великог Антарктика, где се пружају и бројни ледници (Емери, Шеклтонов, Западни).
Тло је у потпуности прекригеном дебелим слојем снега и леда. Највиша тачка је 4.572 метра на Трансантарктичким планинама. Клима је изузетно сурова и хладна. Температуре се крећу у распону —30°C до —70°C, са апсолутним минимумом од —89,2°C (Станица Восток). Дувају снажни ветрови велике брзине. Живи свет чине неке врсте лишајева и маховина, док је фауна разноврснија (пингвини, фоке, китови и др).

## Административна подела
У административном погледу, аустралијски посед се може поделити у девет региона: Ендербијева земља, Кемпова земља, Мек Робертсонова земља, Земља принцезе Елизабете, Земља краља Виљема II, Вилксова земља, Земља Џорџа V и Оутсова земља. Привремени становници распоређени су по истраживачким станицама, а највећи део је у руској станици Восток, док је мањи број стациониран у станицама Мосон, Дејвис, и Кејси.

## Историја
Велика Британија је присвојила Викторијину земљу 9. јануара 1841. године, а Ендербијеву земљу током 1930. Већ 1933. сва овлашћења пренела је Аустралију, предавши јој простор између 45° и 160° игд. Спор око Аделине земље са Француском решен је 1938. године. Тринаестог фебруара 1954. године Аустралија је на Антарктику уз обалу Индијског океана у Ендербијевој земљи основала први сопствену истраживачку станицу — Мосон. Антарктичким споразумом из 1959. године потписаним у Вашингтону замрзнути су сви територијални захтеви држава, а забрањена је свака привредна и војна делатност јужно од 60° јгш.